# Joffre Borgia
Joffre Borgia, známý také jako Goffredo nebo Jofré Borja, pocházel z vlivné rodiny Borgiů coby nejmladší syn papeže Alexandra VI. a jeho milenky Vannozzy dei Cattanei.

## Rodina
Jeho rodiče byli Rodrigo Borgia, papež Alexandr VI. a Vannozza dei Cattanei (známá i jako Giovanna dei Cattanei) a měl tři starší sourozence: Cesara, Giovanniho, Lucrezii a polorodého bratra Pedra Luise. Jeho prarodičemi z otcovy strany byli Jofré Llançol i Escrivà a Isabella de Borgia y Cavanilles a z matčiny strany Jacopo Cattanei a Menica Cattanei.

Erb rodiny Borgiů

## Život
Narodil se buďto v roce 1481 nebo v roce 1482. 
Vztah Joffreho s jeho otcem Rodrigem Borgiou byl chladný. Papež ho sice legitimizoval, ale zároveň vyjádřil pochybnost, že Joffre vůbec není jeho syn. V otcových očích byl navíc chlapec považován za slabocha kvůli jeho nezájmu o politiku.
Joffre Borgia se oženil v roce 1494 se Sanchou (Sancií) Aragonskou, dcerou Alfonse II. Neapolského, která mu přinesla do manželství jako věno knížectví Squillace. Joffremu bylo v té době 12 let, jeho nevěstě 16 let. Svatba se konala z politických důvodů: král Alfons II. Neapolský provdal dceru za papežského syna a dal jí velkorysé věno, aby si pojistil, že jeho nárok na neapolský trůn bude uznán papežem Alexandrem VI. Krátce po svatbě však do Neapole vtrhlo vojsko francouzského krále Karla VIII. a Alfons II. musel uprchnout, neapolský trůn tehdy připadl jeho synovi. Ten si ho ale nedokázal v nepokojích udržet a nakonec připadlo království Karlu VIII., který odtamtud bral vojáky pro svou válku se Španělskem.
Během této doby trávil mladý pár většinu času v Římě. V prvních letech manželství Sancie svého manžela ovládala a vyhledávala společnost starších mužů. Údajně měla milenecký poměr s oběma svými švagry Giovannim a Caesarem.
Po období politického zmatku v Neapolském království připadlo roku 1497 Joffremu vévodství Alvita.
V témže roce byl Joffre veřejně obviněn svým otcem z vraždy jeho bratra Giovanniho. Alexandr VI. se tímto tahem pravděpodobně snažil chránit svého oblíbeného syna Caesara, o kterém se říkalo, že byl skutečným Giovanniho vrahem, aby bratra odstranil ze hry o Sancii.
Během války mezi Francií a Španělskem (1499 až 1504) se nový francouzský král Ludvík XII. pokusil znovu dobýt Neapol, které mezitím vypadla z francouzského držení. Joffré Borgia nejprve stranil s Francouzi, ale když byl zajat Prosperem Colonnou, přešel na druhou stranu, což vyvolalo mezi lidmi vlnu nevole, které vyústila v povstání v Alvitě. Aby bylo povstání potlačeno a poměry urovnány, vynaložil Joffré spoustu peněz, ty většinou pocházely z papežské pokladnice. Když bylo povstání definitivně potlačeno, odebral se Joffré na své statky ve Squillace.
O dva roky, tedy v roce 1506, zemřela Sancie. Manželství bylo bezdětné.
Krátce na to se Ferdinand II. Aragonský zmocnil Joffrého statků v Alvitě a toužil i po Squillace, kterou se ovšem Joffrému podařilo ubránit.
Podruhé se Joffré Borgia oženil se svou sestřenicí Marií de Mila z Aragonie. Marie mu porodila syna Francesca a tři dcery: Lucrezii, Antonii a Marii. Francesco zdědil po otcově smrti jeho statky a titul knížete ze Squillace a jeho potomci vládli městu až do roku 1735.
Joffré Borgia zemřel roku 1516, nebo 1517 ve věku pětatřiceti let.

## Zobrazení v kultuře

### Umění
Joffre a Sancie jsou všeobecně považováni za předlohy pro chlapce a dívku na obraze italského umělce Pinturicchia Debata svaté Kateřiny, který je jednou z fresek v Appartamenti Borgia ve Vatikánském paláci. Obraz ztvárňuje Jeffreho a Sancii jako mladý zamilovaný pár.

### Televize
- Borgiové – miniseriál od BBC z roku 1981, kde Joffrého hraje britský herec Louis Selwyn.
- Krev Borgiů – španělsko-italský film z roku 2006, kde Jofrého hraje španělský herec Eloy Azorín.
- Borgiové – seriál z roku 2011, kde Joffrého hraje britský herec Aidan Alexander.
- Borgia – seriál z roku 2011, kde Joffrého hraje v prvních dvou sériích český herec Adam Mišík a v následujících italský herec Niccolò Besio.